# Henryk Stroniarz
Henryk Ryszard Stroniarz (ur. 20 marca 1936 w Krakowie) – polski piłkarz, bramkarz.

## Kariera
Karierę zaczynał w klubach krakowskich, grał m.in. w Garbarni. Przez dwa lata był pierwszym bramkarzem warszawskiej Legii (1957–1958), po drugim ligowym sezonie wrócił do Garbarni. Później był zawodnikiem Cracovii (1961–1963) i Wisły (1964–1971). Z Wisłą w 1967 zdobył Puchar Polski. Grał także w Stanach Zjednoczonych oraz Tarnovii.
W reprezentacji Polski zagrał tylko raz. 1 listopada 1965 Polska przegrała 1:6 z Włochami w meczu eliminacyjnym do MŚ 1966.

## Sukcesy

### Klubowe

#### Wisła Kraków
- Mistrzostwo II ligiː 1964/1965
- Wicemistrzostwo Polskiː 1965/1966
- Puchar Polskiː 1966/1967